# (32814) 1990 XZ
1990 أكس زد (ويعرف أيضًا باسم (32814) 1990 أكس زد وفق تسمية الكوكب الصغير) (بالإنجليزية: 1990 XZ)‏ هو كويكب ضمن حزام الكويكبات؛ وترتيبه 32814 من حيث الاكتشاف.
اكتُشف هذا الجُرم الفلكي بواسطة اليانور إف. هيلين في 15 ديسمبر 1990.

## وصلات خارجية
- (32814) 1990 XZ في قاعدة بيانات مختبر الدفع النفاث لأجرام النظام الشمسي الصغيرة

- الاكتشاف · مخطط المدار ·  العناصر المدارية · المعلمات المادية

- (32814) 1990 XZ على موقع ويكي سكاي: DSS2, SDSS, GALEX, IRAS, Hydrogen α, X-Ray, Astrophoto, Sky Map, Articles and images